# Dan Lambert
Dan R. Lambert (* 12. Januar 1970 in Saint-Boniface, Manitoba) ist ein ehemaliger kanadischer Eishockeyspieler und aktueller -trainer. Während seiner aktiven Karriere bestritt der Verteidiger 29 Partien für die Nordiques de Québec in der National Hockey League, kam jedoch überwiegend in Minor Leagues zum Einsatz. Anschließend war er zehn Jahre in der Deutschen Eishockey Liga aktiv, wobei er mit den Krefeld Pinguinen im Jahre 2003 die deutsche Meisterschaft feierte und die Hannover Scorpions fünf Jahre als Kapitän anführte. Zuletzt fungierte er von 2023 bis 2025 als Assistenztrainer bei den Calgary Flames aus der National Hockey League.

## Karriere
Lambert begann seine Profikarriere in der Saison 1986/87 bei den Swift Current Broncos in der kanadischen Nachwuchsliga WHL. Dort spielte der Verteidiger bis 1990 und wurde zuvor beim NHL Entry Draft 1989 in der sechsten Runde an 106. Stelle von den Quebec Nordiques ausgewählt. Es folgte ein Wechsel zum Farmteam Fort Wayne Komets aus der International Hockey League, doch noch in derselben Spielzeit bestritt Lambert sein erstes NHL-Spiel für die Nordiques. Außerdem war er in der Spielzeit 1990/91 für das weitere Farmteam Halifax Citadels aus der American Hockey League aktiv. In der darauffolgenden Saison spielte der Linksschütze für Halifax und bestritt seine letzten 28 Spiele in der NHL.
1992 folgte eine Saison bei den Moncton Hawks in der AHL, nachdem der Kanadier im August 1992 von den Nordiques für Shawn Cronin zu den Winnipeg Jets transferiert worden war. 1993 schloss er sich erneut den Fort Wayne Komets aus der IHL an, jedoch folgte noch in dieser Saison Lamberts erster Wechsel nach Europa, wo er für den HIFK Helsinki in der finnischen SM-liiga auflief. Nach seinem Europa-Engagement entschied sich der Abwehrspieler, zunächst nach Übersee zurückzukehren, und schnürte schließlich in der Saison 1994/95 seine Schlittschuhe für die San Diego Gulls aus der IHL. Im folgenden Jahr war Lambert wiederum in der IHL aktiv, diesmal jedoch bei den Los Angeles Ice Dogs. Von 1996 bis 1999 spielte der Kanadier für den Ligakonkurrenten Long Beach Ice Dogs, in deren Diensten er am Ende der Spielzeit 1997/98 die Governor’s Trophy als bester Verteidiger der IHL gewann.
Zur Saison 1999/00 wurde Dan Lambert von den Kölner Haien aus der Deutschen Eishockey Liga, die er jedoch nach nur einem Jahr in Richtung Krefeld Pinguine verließ. Mit den pinguinen feierte der Kanadier in der Spielzeit 2002/03 den Gewinn der deutschen Meisterschaft und wechselte anschließend zu den Hamburg Freezers. 2004 unterschrieb der Verteidiger einen Vertrag bei den Hannover Scorpions, für die er zuletzt als Mannschaftskapitän auf dem Eis stand und am 9. Juli 2009 seine aktive Karriere beendete.

## Trainerkarriere
Einen Tag nach seinem Karriereende unterzeichnete er einen Vertrag als Co-Trainer von Kelowna Rockets in der Western Hockey League. In dieser Funktion war er fünf Jahre aktiv, ehe er mit Beginn der Saison 2014/15 den Cheftrainerposten der Rockets übernahm. Im Juni 2015 wechselte er zu den Buffalo Sabres in die NHL, wo er unter Dan Bylsma als Assistenztrainer tätig war, jedoch bereits nach einem Jahr das Farmteam der Sabres als Cheftrainer übernahm, die Rochester Americans. Nach einer weiteren Saison übernahm er zur Spielzeit 2017/18 die Spokane Chiefs als Headcoach und kehrte somit in die WHL zurück. Dort war er in der Folge zwei Jahre lang aktiv, ehe er zur Saison 2019/20 bei den Nashville Predators zum zweiten Mal in der NHL als Assistenztrainer angestellt wurde. Diese Position hatte er bis zum Ende der Saison 2022/23 inne, als er gemeinsam mit Cheftrainer John Hynes entlassen wurde. Wenig später engagierten ihn die Calgary Flames als Assistenten von Ryan Huska, wo er zwei Jahre tätig war, ehe man ihn nach der Saison 2024/25 entließ.

## Erfolge und Auszeichnungen
| - 1989 Ed-Chynoweth-Cup-Gewinn mit den Swift Current Broncos - 1989 WHL East First All-Star Team - 1989 Stafford Smythe Memorial Trophy - 1989 Memorial-Cup-Gewinn mit den Swift Current Broncos - 1989 Memorial Cup All-Star Team - 1989 Bill Hunter Memorial Trophy - 1990 WHL East First All-Star Team | - 1996 IHL Second All-Star Team - 1998 IHL First All-Star Team - 1998 Governor’s Trophy - 1999 IHL Second All-Star Team - 2003 Deutscher Meister mit den Krefeld Pinguinen - 2005 Teilnahme am DEL All-Star Game |